# سیلور هیل (مریلند)
سیلور هیل (به انگلیسی: Silver Hill) شهری در ایالت مریلند کشور ایالات متحده آمریکا است که جمعیت آن در سرشماری سال ۲۰۱۰ میلادی، ۵٬۹۵۰ نفر بوده‌ است.